# Base aérea de Yokota
A Base Aérea de Yokota (横田空軍基地, Yokota Kūgun Kichi), é uma base da Força Aérea Americana que está localizada na ilha de Honshu, no Japão, na planície de Kanto 45 km a noroeste de Tóquio. A base encontra-se dentro dos limites políticos de seis municípios. Estes são Akishima, Fussa, Hamura, Mizuho, Musashi-Murayama e Tachikawa e ocupa uma área total de 136.413 m².

## História
A instalação que abriga a base aérea de Yokota foi construída originalmente pelo Exército Imperial Japonês em 1940 designada como o campo Tama e utilizado como um centro de testes de voo.
A base aérea de Yokota também esteve envolvida no desastre do Voo 123 da Japan Airlines, ao tentar fazer com que aterrassem lá.